# Кленовський Микола Семенович
Мико́ла Семе́нович Клено́вський (1857, Одеса — 1915, Петроград) — диригент, композитор, фольклорист і педагог.

## Загальні відомості
До 12 років навчався в гімназії в Одесі, потім в Кишинівській обласній гімназії (жив у пансіоні). В Одесі почав навчатися гри на фортепіано, в Кишиневі — гри на скрипці, там же організував гімназійний оркестр, керував ним.
1873 року вступив до Московської консерваторії (клас скрипки професора І. В. Гржималі, потім перейшов в клас теорії музики та вільного твору професорів П. І. Чайковського та М. А. Губерта). Закінчив консерваторію 1879 року з малою золотою медаллю.
Писав балети, кантати, оркестрові п'єси та ін., а також обробляв народні пісні.
Автор «Літургії Івана Золотоустого» грузинського наспіву, яка відкрила новий шлях в розвитку богослужбового співу.
1893—1902 — директор Тифліського музичного училища РМТ.
З 1902 року — помічник керуючого Придворної співацької капели в Петербурзі.
Серед його учнів: О. Спендіаров, В. Ребіков, А. Ейхенвальд, М. Іванов-Борецький, С. В. Юферов.

## Серед творів
балети
- «Принади гашишу або Острів троянд» (1885)
- «Світлана, слов'янська княжна» (1886)
- «Саланг» (1900)

музика до драматичних творів
- «Мессаліна»
- «Зірка Севільї»
- «Антоній і Клеопатра»
- оркестрова сюїта «Міражі»